# Baldur’s Gate III: The Black Hound
A Baldur’s Gate III: The Black Hound egy tervezett, de végül soha ki nem adott számítógépes szerepjáték, amelyet a Black Isle Studios fejlesztett FR6 illetve Jefferson kódneveken. A Baldur's Gate II: Throne of Bhaal közvetlen folytatásának készült, és először 2002-ben jelentették be, mint egy olyan játékot, ami a Dungeons & Dragons szabályrendszer harmadik kiadásának szabályai alapján készül. Az előző két résszel ellentétben a megjelenítés teljesen háromdimenziós lett volna, felhasználva és módosítva a BioWare által készített Aurora Engine-t, amely a Neverwinter Nights alatt is működött.
Ugyan a játék törlését hivatalosan nem jelentették be, az 2003-ban, a Black Isle Studios megszűnésével egyidejűleg megtörtént, egyszerre az ugyanezt a grafikus motort használó Fallout 3-mal. A végül Jefferson Engine névre keresztelt grafikus motort így soha nem használta egyetlen játék sem. A fejlesztés folytatásával kapcsolatos pletykák egészen 2012-ig tartottak, amikor is megjelent a "Baldur's Gate: Enhanced Edition". A remastert készítő Beamdog fejlesztői elmondták, hogy nem tervezik a játék elkészítését, de ha így is lenne, semmiképp sem a Black Isle által elkezdettet valósítanák meg, hanem egy saját sztorit mesélnének el.
A Baldur's Gate III végül 2023-ban jelent meg a Larian Studios által, azonban annak gyakorlatilag semmi köze ehhez a játékhoz.

## Cselekmény
Amit tudni lehet a játékról, az az, hogy ez is a Forgotten Realms világában játszódott volna, ugyanúgy Faerûn kontinensén, méghozzá annak északi részén, az Icewind Dale cselekményének helyszíneinek közelében. Ebből kifolyólag az eredeti Baldur's Gate-játékokból senki nem tért volna vissza, ellenben az Icewind Dale világából néhányan igen. Ennek oka elsősorban az volt, hogy az Interplay elvesztette a Dungeons & Dragons eredeti licenszeinek jogát, és már csak ebben a környezetben tudta folytatni a cselekményt. Az Icewind Dale II mellett a Baldur's Gate: Dark Alliance II-vel lett volna a sztorinak valamiféle kapcsolata. A cselekmény középpontjában egy May Farrow nevű illető állt volna, egy gonosz papnő, aki meg akart ölni egy Fekete Vérebet. A Fekete Véreb lett volna a megjelenítője a főgonosz önző cselekvéseinek, és bizonyos alkalmakkor megjelent volna a játékos előtt is, hogy szembesítse eddigi tetteivel.
May Farrow és bandája heteken keresztül vadászott volna a Fekete Vérebre, amely May bűntudatának a megtestesítője, amiért a világra szabadított egy nagy gonoszt. A játékos és csapata épp egy istálló menedékébe húzódva várta volna ki egy vihar csendesedését, amikor megérkezett volna a véreb, két nyíllal átlőve, a játékos karakterének ölében elpusztulva. May a játékost vádolta volna azzal, hogy összejátszott a vérebbel (azt gondolván, hogy mi is a bűntudatának megtestesülései vagyunk), és csak Archendale lovasai mentették volna meg az életünket. Ezután a városuk tanácsa elé vittek volna minket azzal, hogy nem hagyhattuk volna el a vidéket.
Ezután akárkivel találkozott volna a csapatunk, akinek nagy bűntudata volt, ott mindig megjelent volna a fekete véreb, akit éppen az ilyen tetteink tápláltak. Végül rájöttünk volna, hogy a bűntudatot nem lehet megölni, ahogy a Fekete Vérebet sem vagy amivé a főhősünk vált (hiszen ha meg is halna, az emberek mindig emlékezni fognak rá, hogy mit tett). Ekkor tudtuk volna meg az egész história eredettörténetét is: egy farmer özvegye, aki bűntudatot érzett férje halála miatt, megpróbálta őt feltámasztani. Sikerrel járt, de egy szörnyszülött lett belőle, akit már nem tudott megállítani, még úgy sem, hogy akkor még nagyon gyenge volt. A Fekete Véreb által elnyelt bűntudat tette végül őt egyre erősebbé. Mint utóbb kiderült volna, ez a gyászoló özvegy nem más, mint May Farrow, aki úgy vélte, hogy a Fekete Véreb megölésével a szörnyet is meg lehet állítani. Csakhogy a véreb hozzákötötte a lelkét a miénkhez és azt átjáróként használva erősítette a lényt.
A történet semmilyen kapcsolódási ponttal nem bír a Baldur's Gate II-höz, ellenben az Icewind Dale II-höz igen, és ezért jelenhettek volna meg benne olyan karakterek, mint Maralie Fiddlebender, aki addigra már felnőtt lett volna. Ugyan az Icewind Dale II-ben is szerepelt egy utalás Maralie-tól egy vérebre, de a fejlesztők szerint a kettő nem lett volna ugyanaz. Egy másik játékkal, a Project Jacksonnal (Baldur's Gate: Dark Alliance II) is lett volna kapcsolat, de hogy milyen, az ismeretlen.

## Játékmenet
Ez az epizód már a Dungeons & Dragons szabályrendszerének harmadik kiadását használta volna, játék közben megállítható valós idejű játékmenettel. Bizonyos elemeket szerettek volna felhasználni az akkoriban megjelent és népszerű Temple of Elementary Evil című játékból (melyet a Fallout egykori fejlesztőit magában foglaló Troika Games készített). A körökre osztást elhagyták, mert úgy vélték, ezzel nagyobb játékosbázisra tehetnek szert. A fejlesztők beleásták magukat a Dungeons & Dragons világába, hogy például a fegyverek terén lehessen különleges dolgokat alkotni a játékosnak. Ahogy a Fallout 2-ben sem, úgy itt se lett volna olyan fegyver, ami erősebb lett volna az összes többinél, és mindegyiknek meglett volna a maga különleges képessége, előnye és hátránya.
Eredetileg csak a maximum 5-ös szintet javasolták elérhetőnek, majd ezt 8-as szintkorlátra emelték. Az oka ennek az volt, hogy a folytatásokban is legyen majd értelme szintet lépni, és hogy komolyabb stratégiai döntésekre késztessék a játékost. Ez kizárta volna a kiváltságos karakterosztályokat, amellett inkább a fejtörőkre helyezte volna a hangsúlyt.
A játékmenet teljesen nemlineáris lett volna, azzal, hogy tetteinknek kihatása lett volna a világra. A sikertelen vagy nem teljesített küldetéseknek következményei lettek volna. A Fallout játékokhoz hasonlóan egyfajta karmarendszer is beépült volna a történetbe, ami a beállítottságunkra lett volna hatással. Ezt egészítette volna ki az ugyancsak a Falloutokból merített hírnév.
A kalandozó csapathoz csatlakozhattak volna karakterek, attól függően, hogy egyetértenek-e velünk és tetteinkkel. Ha nem, akkor jobb esetben csak kifejezték volna ellenérzéseiket, rosszabb esetben meg is támadhattak volna minket. Legrosszabb esetben pedig elveszthettük volna felettük az irányítást, és már a csapat tagjai se lehettek volna. A magas karizmájú hősök elkerülhették ezt. Ahogy a korábbi Baldur's Gate-epizódokban, úgy itt is lehetséges lett volna szabadon cserélgetni a csapattagokat, akik bizonyos beszélgetésekbe bele is szólhattak volna, vagy használhatták volna különleges képzettségüket. Bizonyos varázsló karakterek familiárisokat idézhettek volna vagy állatokat irányíthattak volna, ennek mikéntje nem került tisztázásra.

## Fejlesztés
A fejlesztés kezdetei valamikor 2001-re nyúlnak vissza, ugyanis az "Icewind Dale: Heart of Winter" és az "Icewind Dale II" fejlesztésével párhuzamosan zajlott. 2002 nyaráig azonban csak félgőzzel ment a fejlesztés, ekkor jelent meg az Icewind Dale II, és csak ezután állt rá a teljes stáb a játékra. Eredetileg 2003 karácsonyára tervezték a megjelenést, azonban körülbelül az év közepén leálltak vele, azért, mert az Interplay inkább konzolokra fejlesztett volna további D&D játékokat. Egy fejlesztő szerint nagyjából 80 százalékos volt a készültség, de inkább a "Baldur's Gate: Dark Alliance II" elkészítését erőltette az anyacég. A kiadó 2008-ban végleg elvesztette mind a Baldur's Gate, mind az Icewind Dale jogait, így ellehetetlenült a játék általuk történő fejlesztése és kiadása.
A csapat mindenképpen új grafikus motort szeretett volna, ugyanis az Infinity Engine addigra már erősen elavult és túlhasznált volt (hat különböző játék alapjául szolgált). A Jefferson Engine a fejlesztők elmondása szerint egyesítette volna magában a korábbi Baldur's Gate játékok, a Fallout, és a Temple of Elementary Evil előnyeit. Végre lehetségessé vált volna például az a sokak által hiányolt lehetőség, hogy a viselt páncél láthatóvá váljon a karaktereken. Emellett dolgoztak azon is, hogy a karakterek más játékokból történő áthozatala is valahogy megoldható legyen.
A nagyszabású tervek mindjárt egy új trilógiával számoltak, és azzal, hogy a két következő rész 2005 elején és végén érkezhet. Ekkor még élt a remény, hogy az Interplay újra megváltja a licenszjogokat, de erre végül nem került sor. A Jefferson grafikus motort végül egy nyilvánosságra került Fallout 3 techdemóban mutatták be.

## Forráshivatkozások
1. ↑  Neverwinter Nights 2 @ GameBanshee. web.archive.org, 2010. február 5. [2010. február 5-i dátummal az eredetiből archiválva]. (Hozzáférés: 2023. augusztus 15.)
2. 1 2 3 4 5 6 7 8  https://www.facebook.com/WinterwindProductions:+Damien Foletto Interview Part Two | Winterwind Productions (kanadai angol nyelven), 2022. december 6. (Hozzáférés: 2023. augusztus 15.)